# Norman White

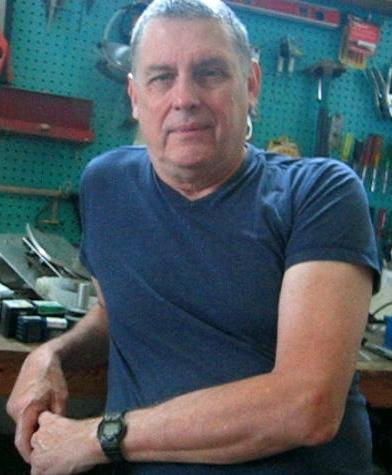
Norman White

Norman White, né le 1er juillet 1938 à San Antonio au Texas est un artiste des nouveaux médias canadien souvent considéré comme un des pionniers dans l'utilisation des technologies électroniques et de la robotique en art,.

## Biographie
Norman White, grandit à Boston et dans ses environs, au Massachusetts. En 1959, il obtient un diplôme en biologie à l'Université Harvard. Alors qu’il envisageait d'abord une carrière dans le domaine de la biologie halieutique, Norman White change de voie et décide de visiter des villes comme New York, San Francisco, Londres et le Moyen-Orient durant les années 1960. Durant sa vie à San Francisco, il travaille comme électricien au San Francisco Naval Shipyard, et se découvre une passion pour les systèmes de commutation électriques,.
En 1967, Norman White déménage à Toronto au Canada où il commence à créer et à expérimenter pour Kinetic Electronics. De 1978 à 2003 il enseigne dans le cadre du programme de média de l'Université d'art et design d'Ontario notamment des cours de mécanique pour la sculpture. En 2004, une rétrospective personnelle est présentée au centre d’art Agnes Etherington de l’Université Queen's en Ontario. Cette exposition intitulée Norm's Robots and Machine Life et dont Norman White est commissaire réunit ses principales réalisations autour de celles de plusieurs artistes canadiens se réclamant de son influence. Depuis 1992, Norman White a aussi été un élément déterminant au Sumo Robot Challenge de l'Université de l'École d'art et de design de l'Ontario, une compétition annuelle apparentée aux jeux olympiques d'automate. Norman White enseigne désormais à l'Université Ryerson à Toronto.

## Œuvres et travail
Les premières œuvres d'art électronique de Norman White consistent pour la plupart en des d'installations quadrillées d'ampoules contrôlés par des circuits logiques numériques. Comme pour la majorité de ses œuvres, celles-ci ont concerné plus la communication de règlements intérieurs et des comportements que le simple appel visuel. Par exemple, la première œuvre électronique d'envergure de Norman White First Thighten Up on the Drums, réalisée en 1968 ,, générait de la lumière produite par l'interaction imprévisible de plusieurs circuits connectés calculant des questions logiques simples indépendamment. L'œuvre illustre la complexité, par exemple, un modèle apparenté aux nuages tourbillonnant ou à la pluie sur un carreau, peut émerger d'un simple principe.
En rétrospective, Norman White reconnait ce premier projet comme un prototype d'automate cellulaire. En 1975 il créa environ une douzaine d'appareils similaires, aboutissant à Splish Splash 2, une fresque murale commandée pour les bureaux de Radio Canada à Vancouver.
En 1976, à la suite de l'achat de son premier ordinateur, Norman White recentre son attention sur le domaine de la robotique, et durant le milieu et la fin des années 1970, il procède à la fabrication de machines interactives dont la logique interne s'exprime principalement par le mouvement. En 1974, Norman White réalise sa première œuvre robotique, et montre encore une fois son intérêt dans l'exploration de la complexité encore une fois générées par de simples principes. Quatre robots ont été montés sur des rails au plafond et ont été équipés de scanners-photo-sensibles et programmés pour reconnaître et réagir aux sources lumineuses des autres robots. Les robots étaient en concurrence les uns face aux autres, et étaient fixés et programmés afin de se déplacer automatiquement le long des voies.
D'autres projets robotisés ont ultérieurement suivi comme Facing Out Laying Low en 1977,,, un robot interactif stationnaire conçu pour réagir aux comportements intéressants de l'espace qui l'entoure, Funny Weather en 1983, un système robotisé, météorologique et artificiel fonctionnant avec des aérogénérateurs et des capteurs. Sa première œuvre d'art connectée à un réseau, Telephonic Arm Wrestling en 1986 utilisait des liaisons de transmission téléphoniques afin de permettre aux patrons la transmission d'information à longue distance,. Cette œuvre fut utilisée en temps réelle et a permis la transmission de données entre le Centre culturel canadien à Paris, le Little Big Planet Resource Centre à Toronto au Canada. Certains critiques considèrent cette œuvre comme un travail pionnier dans le réseautage et dans l'art kinesthésique. En 1988, il collabore avec Laura Kikauka afin de réaliser Them Fuckin, Robots, un robot qui simule des relations sexuelles,. De 1987 à 1996, dans The Helpless Robot, une voix synthétisée électroniquement demande de l'aide physique aux passants avec un ton persuasif.Au fur et à mesure, le ton de la voix change lentement, et passe à un ton plus fort et puissant et qui devient plaignant lorsque l'interaction n'est complètement ou correctement achevée.

## Collections
Le travail et les œuvres de Norman White sont représentés dans la collection du Musée des beaux-arts du Canada.

## Récompenses
- 2008 : D.velop Digital Art Award [ddaa], sponsorisé par le musée d’art digital, Berlin, Allemagne
- 1995 : Petro Canada Award
- 1990 : Prix Ars Electronica 90. Linz, Autriche. "Auszeichnungen":  The Helpless Robot.
- 1985 : La Villette, musée national des sciences, des techniques, et des industries, Paris, France.
- Second Prix : Pour la conception d'un objet de référence"Le Zoo des robots".